# Zelameta
Zelameta ou Zelmata (em árabe: زلماطة), anteriormente M'Hamids,  é uma cidade e comuna localizada na província de Mascara, Argélia. De acordo com o censo de 2008, a população total da cidade era de 7 379 habitantes.